# The Boy with the Arab Strap
The Boy with the Arab Strap es el tercer álbum de estudio de la banda escocesa de música indie pop Belle and Sebastian. 

## Producción
Publicado por Jeepster Records en Europa y por Matador Records para Estados Unidos y Canadá en 1998, el título del álbum fue inspirado por la banda escocesa Arab Strap, quienes habían acompañado de gira a Belle and Sebastian.
Arab Strap no se mostraron muy satisfechos con la inclusión del nombre de la banda en el título del álbum. Malcolm Middleton, miembro del grupo comentó al respecto que "Arab Strap es un nombre bastante interesante. Las palabras combinan bien. Por eso lo elegimos como nombre para la banda. Somos amigos de ellos, pero hay un límite, al poner el nombre en un álbum nos están quitando algo nuestro". También mencionó que el álbum había sido confundido con una colaboración entre las bandas.
En octubre de 2011, la revista NME incluyó el tema que da título al álbum en el puesto 130 de la lista de las "150 mejores canciones de los últimos 15 años".

## En la cultura popular
El tema "The Boy with the Arab Strap" fue usado como sintonía de la serie de televisión Teachers. La canción "Seymour Stein" aparece en las películas Alta fidelidad y en Definitely, Maybe protagonizada por Ryan Reynolds e Isla Fisher. En el episodio Return of the Shirt de la serie Cómo conocí a vuestra madre se hace referencia a la banda y al álbum. En 2011 el tema "Sleep the Clock Around" aparece en un episodio de la serie The Killing de la cadena estadounidense AMC.

## Lista de canciones
1. It Could Have Been a Brilliant Career - 2:23
2. Sleep the Clock Around - 4:57
3. Is It Wicked Not to Care? - 3:22
4. Ease Your Feet in the Sea - 3:35
5. A Summer Wasting - 2:06
6. Seymour Stein - 4:42
7. A Space Boy Dream - 3:01
8. Dirty Dream Number Two - 4:14
9. The Boy with the Arab Strap - 5:14
10. Chickfactor - 3:31
11. Simple Things - 1:46
12. The Rollercoaster Ride - 6:36

## Personal
- Stuart Murdoch - Voz, Guitarra
- Stuart David - Bajo
- Isobel Campbell - Violonchelo
- Chris Geddes - Teclados, piano
- Richard Colburn - Batería
- Stevie Jackson - Guitarra
- Sarah Martin - Violín
- Mick Cooke - Trompeta